# Nafarroa Bai
Nafarroa Bai (NaBai; pronunciado Nafárroa Bái; «Navarra Sí» en euskera) fue una coalición de partidos políticos cuyo ámbito de actuación era la Comunidad Foral de Navarra, en España. 
Desde su formación en 2004 hasta 2011, estuvo integrada por Aralar, Eusko Alkartasuna (EA), Batzarre, Partido Nacionalista Vasco (PNV) e independientes (algunos de ellos incorporados tras la disolución de Independientes de Navarra); cuya ideología conjugaba un espectro que iba del socialismo (Aralar, Batzarre) y la socialdemocracia (EA) a la democracia cristiana (PNV), y del nacionalismo e independentismo vasco (Aralar, EA, PNV) al vasquismo (Batzarre e independientes).
En las elecciones autonómicas de 2007 NaBai se convirtió en la segunda fuerza política de Navarra por número de votantes y representación parlamentaria, mientras que en las elecciones generales de 2008 mantuvo la tercera posición y la diputada que había conseguido en las elecciones generales de 2004, aumentando ligeramente su porcentaje de votos.
A finales de 2010, Batzarre abandonó NaBai al entender que en esta formación comenzaba a primar el criterio nacionalista del resto de grupos y, a principios de 2011, EA fue excluida debido a que sus acuerdos estratégicos con la izquierda abertzale fueron interpretados como una pretensión por parte de Batasuna de "dinamitar" la coalición. De este modo, para las elecciones al Parlamento de Navarra de 2011, EA se integró en la coalición Bildu y Batzarre en Izquierda-Ezkerra, mientras que la coalición formada por Aralar, PNV y los independientes agrupados en la asociación Zabaltzen concurrió como una remozada Nafarroa Bai 2011.
Esta coalición no se reeditó para las elecciones generales de noviembre de 2011, en las que Aralar concurrió dentro de la coalición Amaiur, mientras que PNV y Zabaltzen lo hicieron en Geroa Bai. En septiembre de 2012 los concejales de Geroa Bai apartaron a los de Aralar del grupo de NaBai del Ayuntamiento de Pamplona, a lo que le siguió la expulsión de los parlamentarios de Geroa Bai del grupo de NaBai del Parlamento de Navarra.

## Ideología
Nafarroa Bai se fundó con el propósito de representar y defender los intereses de la ciudadanía navarra con sensibilidad vasquista y progresista. Se formó como una coalición de partidos y personas independientes que, atendiendo a las declaraciones programáticas de dichas formaciones, conjugaría un espectro ideológico que iba del socialismo (Aralar y Batzarre) a la democracia cristiana (PNV), pasando por la socialdemocracia (EA), y defendía la territorialidad de Navarra desde planteamientos más cercanos al vasquismo que al nacionalismo vasco. Según el portavoz de NaBai, Patxi Zabaleta:

Nafarroa Bai es más socialista que el propio PSN, y más navarristas que UPN. (...) En Nafarroa Bai queremos que la ciudadanía de izquierdas y vasquista de Navarra tenga su realidad política representada e intentaremos en lo posible realizar el cambio progresista que prometimos para Navarra.

Nafarroa Bai también incluía un grupo notable de independientes ligados a la izquierda y el progresismo de Navarra. De hecho, ninguna de las personas que aparecía en las listas electorales de 2004 pertenecía a los cuatro partidos firmantes del pacto de la coalición.

### Objetivos
Aspiraban a agrupar en Navarra el voto vasquista y progresista y conseguir el cambio político en las instituciones navarras, gobernadas por UPN. Los objetivos de Nafarroa Bai eran, de acuerdo con su programa:
- defender la señas de identidad y la personalidad propia de Navarra así como el derecho de poder decidir libre y democráticamente sobre su futuro,
- garantizar la igualdad y los derechos básicos a la Sanidad, Educación, Vivienda, Cultura, Trabajo, Recursos y Ocio,
- defender el respeto de los derechos humanos sin excepción, el fin de la violencia y de los ataques al contrario, los derechos de las víctimas.

Para conseguir sus planteamientos propuso pactar con el Partido Socialista de Navarra e Izquierda Unida de Navarra, lo que hubiera supuesto la mayoría absoluta en el Parlamento de Navarra tras los resultados electorales en las elecciones al Parlamento de Navarra de 2007.

## Historia

### Elecciones generales de 2004
Nafarroa Bai se presentó por primera vez como coalición a las elecciones generales de 2004. Logró una diputada, Uxue Barkos, sobre un total de cinco escaños navarros en el Congreso de los Diputados. 
La votación obtenida, 18,04% y 61.045 votos, fue la más alta alcanzada por una opción vasquista en unas elecciones generales en Navarra hasta entonces.

### Elecciones forales y municipales de 2007

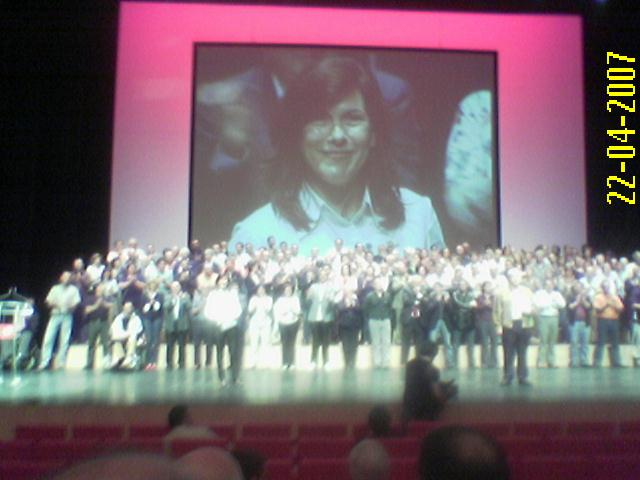
Presentación de candidatos en abril de 2007.

Tras los citados resultados electorales de marzo de 2004, se marcó como objetivo establecer una alianza estable como organización política y presentarse también a las elecciones municipales y forales de 2007 en 50 municipios de Navarra. Con este fin se invitó formalmente a IUN-NEB a participar en las candidaturas, opción que esta organización rechazó públicamente, ya que expresó su intención de presentar lista electoral independiente, aunque se mostró favorable a llegar a acuerdos con la coalición ante la posibilidad de formar gobierno con el PSN-PSOE.
También, por parte de Aralar, se ofreció a Batasuna integrarse en la coalición pero rechazó la oferta calificándola de estrategia electoral, pues según la izquierda abertzale existía un veto a Batasuna en la coalición, principalmente por parte del PNV.
UPN difundió en campaña el lema electoral "Sí a Navarra" que casi sería la traducción de Nafarroa Bai, planteando su pelea electoral contra esta coalición y no contra el PSN-PSOE.

#### Candidatos
- El candidato de la coalición a la presidencia del Gobierno foral y portavoz de la coalición fue Patxi Zabaleta.
- La independiente Uxue Barkos, diputada en el Congreso por la coalición, fue la candidata a la alcaldía de Pamplona.

#### Resultados
La coalición cosechó resultados históricos en los comicios celebrados el 27 de mayo donde la coalición se presentaba por primera vez, siendo la segunda fuerza más votada de la comunidad foral consiguiendo un 23,7% de los votos y doce escaños al Parlamento de Navarra superando los ocho que consiguieron en 2003 por separado.
También cosechó un buen resultado en Pamplona donde alcanzó el 26,26% de las votos a la alcaldía y ocho concejales de 27, duplicando los cuatro que consiguieron en 2003 por separado.
De este modo, los cinco grupos (Aralar, EA, Batzarre, PNV e independientes) contarían con representación en las dos principales instituciones de Navarra. El acuerdo establecía que Aralar nombrara el cabeza de lista para el Parlamento de Navarra, y EA el del Ayuntamiento de Pamplona.
En numerosos municipios también consiguió subir su número de concejales e incluso ser la fuerza más votada. De esta forma, el cabeza de lista de la coalición, Patxi Zabaleta celebró los resultados y manifestó entusiasmado que NaBai es la segunda fuerza política de Navarra y que iban "a ser la primera", expresando su deseo de que la coalición siga adelante en el futuro.
Tras las elecciones locales y autonómicas de 2007, en las que NaBai consiguió ser la segunda fuerza en Navarra y aunque UPN obtuvo el 42,19% de los votos, NaBai propuso pactar en el Parlamento de Navarra con el PSN-PSOE e IUN-NEB un gobierno tripartito que tendría la mayoría absoluta del Parlamento, a lo que IU dio su beneplácito, por lo que se daba por supuesto un cambio de gobierno.
Por su parte, dirigentes del Partido Popular aludieron a una identidad de objetivos entre NaBai y ETA, así como a una relación entre el citado pacto y las negociaciones habidas entre el Gobierno español y ETA.
Mientras se llevaban a cabo estas negociaciones entre PSN-PSOE, NaBai e IUN-NEB, ETA anunció la ruptura del alto el fuego.
Finalmente la ejecutiva federal del PSOE desautorizó a la ejecutiva navarra que había aprobado el pacto tripartito por 104 votos a 1 y obligó a los parlamentarios navarros a abstenerse, permitiendo la elección de Miguel Sanz, cabeza de lista de UPN, apoyado por su partido y por CDN.
Tras la conformación de las alcaldías fruto de las elecciones municipales de 2007, Nafarroa Bai encabezó quince ayuntamientos en Navarra. En el área metropolitana de Pamplona logró la alcaldía de importantes ayuntamientos del cinturón urbano de Pamplona como Barañáin (tercera población de Navarra), Zizur Mayor, Villava, Berriozar o Huarte, en algunos de ellos gracias a pactos con el PSN-PSOE e IU-NEB, en los que acordaron que gobernase la lista más votada de las tres formaciones políticas, y participó en el gobierno de varios ayuntamientos más encabezados por el PSN-PSOE o IUN-NEB. Otra comarca donde Nafarroa Bai obtuvo buenos resultados fue La Barranca, donde consiguió gobernar los principales ayuntamientos de la comarca: Alsasua, Bacáicoa, Ciordia, Echarri-Aranaz, Irurzun, Olazagutía y Urdiáin. Nafarroa Bai también se hizo con la alcaldía de Baztán y de Imoz.
En la zona más septentrional de Navarra, donde el nacionalismo vasco es más fuerte, los partidos que formaban la coalición se presentaron en algunos municipios por separado. Así el PNV obtuvo la alcaldía de Yanci y Eusko Alkartasuna las de Ituren, Lesaca, Santesteban y Sumbilla.

### Elecciones generales de 2008
Nafarroa Bai logró en las elecciones generales de 2008 62.073 votos (18,53%), mejorando levemente sus resultados de las anteriores elecciones generales y manteniendo la diputada conseguida en el 2004. La votación obtenida fue la más alta alcanzada por una opción vasquista en unas elecciones generales en Navarra.

### Nuevo acuerdo electoral: NaBai 2011
Para la conformación de las nuevas candidaturas para las elecciones al Parlamento de Navarra de 2011, los grupos integrantes de Nafarroa Bai intentaron llegar a un acuerdo electoral con una reactualización de la coalición. A finales de abril de 2010, Aralar y EA llegaron a un primer acuerdo en el que se fijaba la proporcionalidad para cada grupo, que debería regir en las decisiones de NaBai. En septiembre, Aralar y PNV firmaron otro acuerdo de compromiso con la coalición que, a su vez, modificaba el reparto interno de poder. Estos acuerdos fueron criticados tanto por Batzarre, que consideraba que se priorizaba el carácter nacionalista de la formación, como por el grupo de independientes encabezado por Uxue Barkos, que se sentían "marginados" en el proceso de negociaciones; lo que finalmente propició que Batzarre abandonara NaBai y aceptara la oferta de Izquierda Unida de Navarra para conformar la nueva coalición Izquierda-Ezkerra.
Tras el ofrecimiento realizado en enero de 2011 por la izquierda abertzale ilegalizada para llegar a un acuerdo electoral con NaBai, Aralar, PNV y los independientes firmaron un nuevo acuerdo en el que rechazaban la incorporación de Batasuna por pretender, a su juicio, "dinamitar NaBai", y le exigían a EA que rompiera sus compromisos con la izquierda abertzale ilegalizada si deseaba seguir en la formación, lo que fue rechazado por EA que consideraba compatibles ambas opciones. Esta nueva situación fue considerada como una ruptura de hecho de Nafarroa Bai.
El 13 de febrero fueron presentadas las listas electorales al Parlamento Foral y al Ayuntamiento de Pamplona, sin que en ellos figurara ningún miembro de EA, lo que fue considerado por ésta como su expulsión de facto de la coalición y anunció que presentaría su oferta electoral al margen de NaBai en una nueva coalición con la plataforma ciudadana Herritarron Garaia ('La hora de los ciudadanos'), barajándose la posibilidad de concurrir junto con Alternatiba (escisión de Ezker Batua-Berdeak) y Sortu (nuevo partido de la izquierda abertzale que ha sido considerado sucesor de Batasuna) en el caso de que este último finalmente fuera legalizado. Esta nueva coalición finalmente se concretó en Bildu.
Por su parte, la Junta Electoral de Navarra desestimó la impugnación de EA y Batzarre contra el uso de la siglas NaBai por parte de sus antiguos socios de coalición, con lo que finalmente la nueva coalición conformada por Aralar, PNV e independientes se presentó a las elecciones con la marca NaBai 2011.

### Elecciones forales y municipales de 2011

#### Sondeos
En general, los primeros sondeos auguraban un crecimiento de Nafarroa Bai en las elecciones al Parlamento de Navarra de 2011 respecto a los anteriores comicios. UPN seguiría siendo primera fuerza, seguida de Nafarroa Bai y CDN desaparecería del arco parlamentario. Los partidos de izquierdas (NaBai, PSN-PSOE e IUN-NEB) mantendrían resultados similares al de 2007, salvo que Batasuna participase en las elecciones, partido ilegalizado que de presentarse podría obtener 3 parlamentarios. Sin embargo, ninguno de estos sondeos contemplaba la posibilidad de que Batzarre y Eusko Alkartasuna abandonaran Nafarroa Bai para establecer sus propias coaliciones y la irrupción, por tanto, de tres nuevas candidaturas electorales: Izquierda-Ezkerra, Bildu y la nueva NaBai-2011.

#### Resultados
Los resultados electorales de nueva coalición fueron 49.768 votos (15,4%) y ocho parlamentarios, perdiendo cuatro diputados respecto a los resultados de NaBai en 2007, pero sumando uno respecto a los resultados de las formaciones integrantes en 2011. En el Ayuntamiento de Pamplona NaBai-2011 obtuvo 21.715 votos (22,58%) y un total de siete concejales, que sumados a los tres de Bildu y el único de Izquierda-Ezkerra no fueron suficientes investir a Uxue Barkos alcaldesa, siendo nombrado alcalde Enrique Maya (UPN) con los once concejales de su partido y los dos del Partido Popular, mientras que el PSN se abstuvo.
El 22 de octubre de 2012, los parlamentarios Manu Ayerdi y Patxi Leuza, miembros de Geroa Bai por PNV y Zabaltzen respectivamente, fueron expulsados del grupo parlamentario de Nafarroa Bai; quedándose en este los cinco de Aralar y un independiente. Esta decisión fue adoptada tras haber sido expulsados los dos concejales de Aralar del grupo municipal de NaBai en el Ayuntamiento de Pamplona. A partir de entonces el grupo parlamentario adoptó el nombre de Aralar-NaBai y comenzó a trabajar conjuntamente con el de Bildu.

### Elecciones generales de 2011
Tras el adelanto electoral de 2011 Nafarroa Bai anunció que concurriría a éstas, pero con una formación muy diferente a 2008, puesto que Eusko Alkartasuna había abandonado la coalición para integrarse en Bildu, y Batzarre también la había abandonado para integrarse en Izquierda-Ezkerra. Aralar propuso a los demás miembros de NaBai presentarse junto con Bildu, lo cual fue rechazado por el PNV y por los independientes.
El 1 de septiembre de 2011 se creó la asociación Zabaltzen a iniciativa de los miembros independientes, como forma de impulsar la continuidad de Nafarroa Bai tras el abandono de EA y de Batzarre, y ante el acuerdo de Aralar para concurrir junto con Bildu en la coalición Amaiur.
El 19 de septiembre se anunció la incorporación del partido villavés Atarrabia Taldea, partido ya ha había concurrido en otras citas electorales en coalición con Nafarroa Bai, de cara a poder seguir constituyéndose como coalición de acuerdo a la legislación electoral; también se hizo público que su cabeza de lista volvería a ser Uxue Barkos. Sin embargo, Aralar, propietaria legal de la marca Nafarroa Bai, impidió a los demás integrantes seguir usándola, por lo que en las elecciones generales se presentaron con el nombre de Geroa Bai, diferenciándose así de la coalición Nafarroa Bai presente en las corporaciones municipales y en el Parlamento de Navarra.

## Organización interna

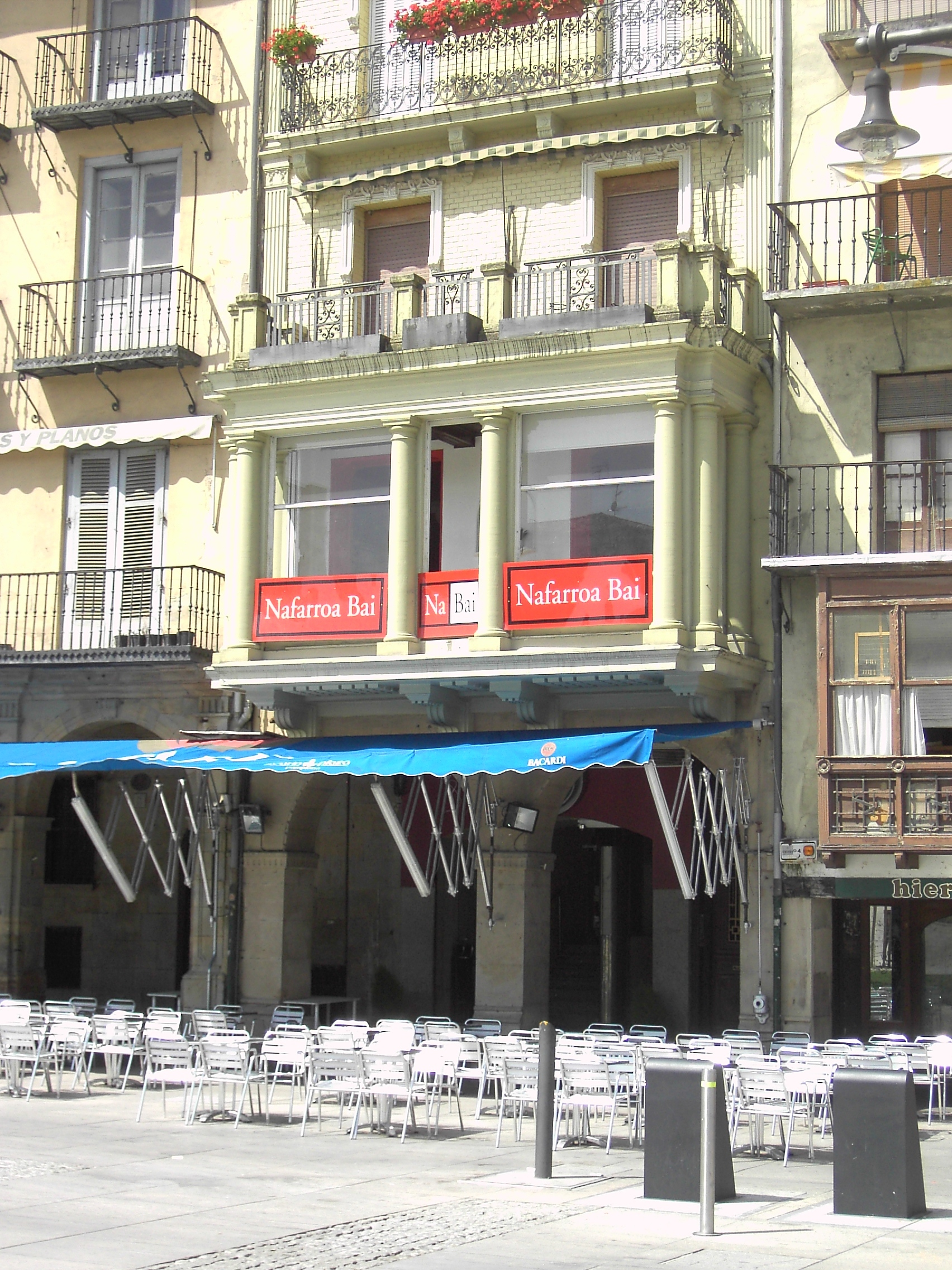
Sede de NaBai en Pamplona.

### Líderes
Los líderes de los grupos que han integrado NaBai desde su fundación son:
- Por Aralar: Patxi Zabaleta (2004-2015).
- Por el Partido Nacionalista Vasco: José Ángel Agirrebengoa (2003-2011), Manu Ayerdi (2011-2012).
- Por los independientes: Uxue Barkos (2004-2012).
- Por Eusko Alkartasuna: Maiorga Ramírez (2004-2011, hasta la salida de EA de la coalición).
- Por Batzarre: Ioseba Eceolaza (2004-2011, hasta la salida de Batzarre de la coalición).

### Portavoces en las principales instituciones
- Congreso de los Diputados: Uxue Barkos (2004-2011).
- Parlamento de Navarra: Patxi Zabaleta (2007-2015).
- Ayuntamiento de Pamplona: Uxue Barkos (2007-2015).

### Comisión Permanente
Hasta 2011, la coalición estaba dirigida por la Comisión Permanente, encargada de marcar las directrices políticas. Cada partido tenía la misma representación (tres miembros), más dos representantes independientes, por lo que la Comisión estaba compuesta por catorce miembros:
- Txentxo Jiménez, Itziar Gómez y Pablo Muñoz; por Aralar.
- Koldo Amezketa, Eva Aranguren y Carlos Garaikoetxea; por Eusko Alkartasuna.
- Txema Mauleón, Jesús Urra y Josetxo Arbizu; por Batzarre.
- José Ángel Aguirrebengoa, José Antonio Urbiola y Javier Leoz; por Partido Nacionalista Vasco.
- Uxue Barkos y José Luis Mendoza; como independientes.

### Organización juvenil
Hasta 2012, la organización juvenil de la coalición era Gazteok Bai; la cual integraba a los miembros navarros de las organizaciones juveniles Iratzarri (Aralar), Euzko Gaztedi Indarra (PNV), y jóvenes independientes. Hasta 2011 también formaron parte las juventudes de EA (Gazte Abertzaleak) y Batzarre (Batzarre Gazteak).

## Representación institucional

### Congreso de los Diputados
Antes de 2004, ningún partido de la coalición obtuvo ningún escaño por Navarra, aunque Eusko Alkartasuna y el PNV contaban con representación por el País Vasco.
- 2004: 1 parlamentario (Uxue Barkos, independiente).
- 2008: 1 parlamentario (Uxue Barkos, independiente).

### Parlamento de Navarra
A continuación se incluye la distribución de escaños de 2003 (donde se presentaron Aralar y Batzarre por separado, y EA y PNV en coalición) con la de 2007 y 2011:
- 2003: 4 parlamentarios de Aralar y 4 de EA-PNV (3 de EA y 1 del PNV).
- 2007: 5 parlamentarios de Aralar, 4 de EA, 1 de Batzarre, 1 del PNV y 1 independiente. Los líderes de cada grupo fueron: Patxi Zabaleta (Aralar, cabeza de lista y portavoz), Maiorga Ramírez (EA), Ioseba Eceolaza (Batzarre), José Ángel Agirrebengoa (PNV) y Paula Kasares (independiente).
- 2011: 5 parlamentarios de Aralar, 1 del PNV y 2 independientes. Los líderes de cada grupo son: Patxi Zabaleta (Aralar, cabeza de lista y portavoz), Manu Ayerdi (PNV) y Juan Carlos Longás (independiente). Desde 2012, Manu Ayerdi figura como «no adscrito».

### Ayuntamiento de Pamplona
- 2003: 2 concejales de Aralar y 2 de EA-PNV (los 2 de EA).
- 2007: 3 concejales de Aralar, 2 de EA, 1 de Batzarre, 1 del PNV y 1 independiente. Los líderes de cada grupo fueron: Isabel Aranburu (Aralar), Iñaki Cabasés (EA), Txema Mauleón (Batzarre), Rosana Navarro (PNV) y Uxue Barkos (independiente, cabeza de lista y portavoz).
- 2011: 4 concejales de Aralar, 2 independientes y 1 del PNV. Los líderes de cada grupo fueron: Aritz Romeo (Aralar), quien en 2012 quedó fuera del grupo, Javier Leoz (PNV) y Uxue Barkos (independiente y cabeza de lista).